# Matthias Gründler

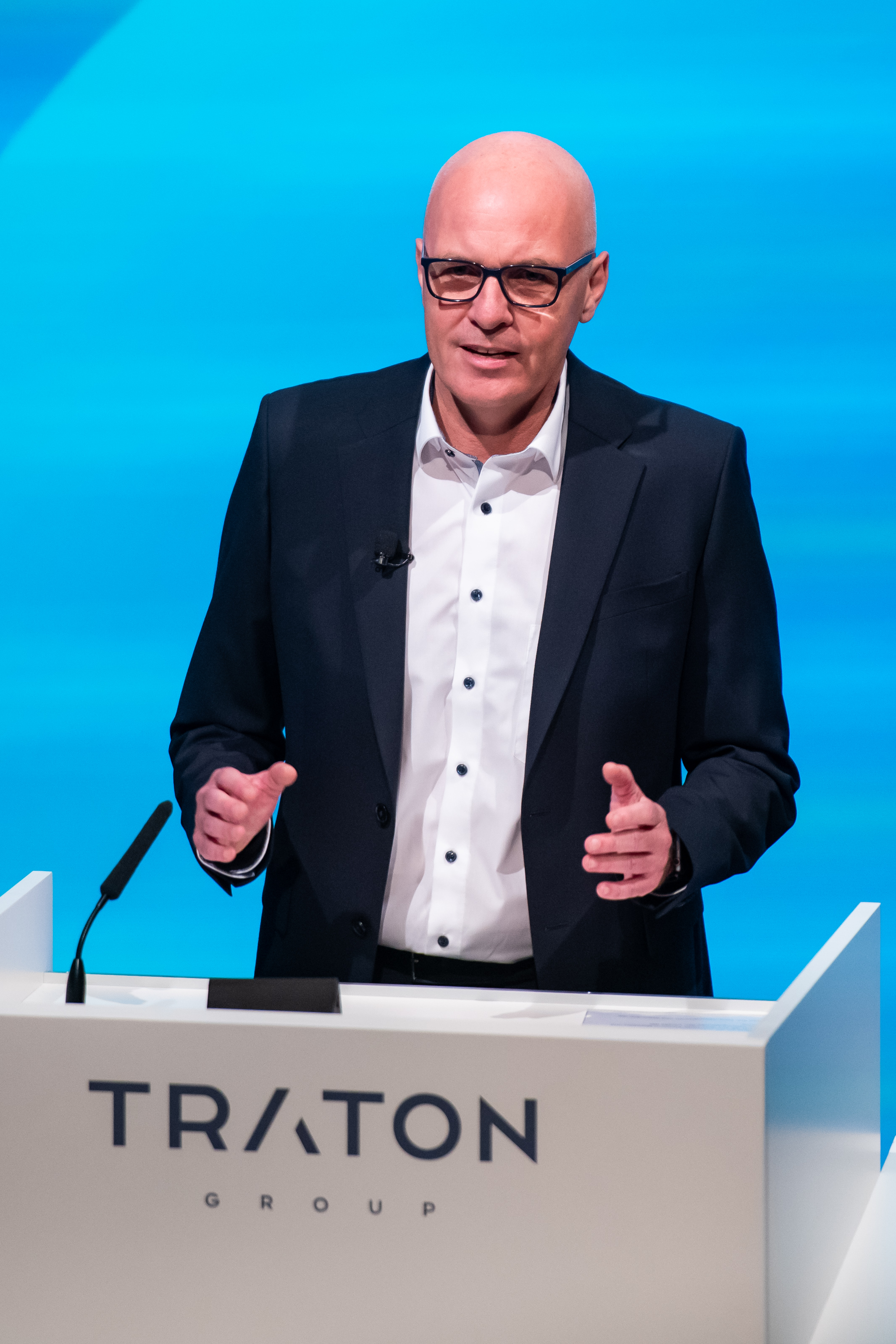
Matthias Gründler auf der Hauptversammlung der Traton SE im September 2020

Matthias Gründler (* 16. September 1965 in Stuttgart) ist ein deutscher Manager. Von Juli 2020 bis September 2021 war er Vorstandsvorsitzender der Traton SE, bis Mai 2018 war er Finanzvorstand des Unternehmens.

## Leben
Gründler machte 1986 in Stuttgart-Fellbach sein Abitur. Im Anschluss absolvierte er eine dreijährige Ausbildung zum Industriekaufmann bei der Daimler Benz AG, wo er 1989 im Bereich der Produktions- und Vertriebsplanung einstieg. 1993 übernahm er seine erste Führungsposition im Bereich Supply Chain Management bei DaimlerChrysler. Von 1997 bis 1999 studierte Gründler berufsbegleitend Wirtschaftswissenschaften.
Nach verschiedenen Stationen für Daimler in Afrika und Asien wurde er 2008 Finanzvorstand der Mitsubishi Fuso Truck & Bus Corp. mit Sitz in Japan, ein Tochterunternehmen des Daimler Konzerns. Ab 2011 leitete er die Bereiche Beschaffung und Antriebsstrang bei Daimler Trucks & Buses. 2012 übernahm er den Posten des Finanzvorstandes. 2015 wechselte Gründler zu Volkswagen und wurde Finanzvorstand der LKW-Sparte Truck & Bus (heute Traton). Im Mai 2018 verließ er das Unternehmen „auf eigenen Wunsch“. Am 16. Juli 2020 übernahm Gründler den Vorstandsvorsitz der Traton SE, gab diesen aber bereits zum 1. Oktober 2021 an Christian Levin ab und verließ das Unternehmen.